# Ck
Ck – dwuznak występujący w języku angielskim, szwedzkim i niemieckim. Czytana jest jak polskie k. W międzynarodowym alfabecie fonetycznym IPA, oznacza ona spółgłoskę zwartą miękkopodniebienną bezdźwięczną [k].